# Algernon Cadwallader
Algernon Cadwallader ist eine US-amerikanische Emo- und Math-Rock-Band aus Yardley, Pennsylvania. Ursprünglich war die Band von 2005 bis 2012 aktiv, vereinigte sich 2022 jedoch erneut.

## Bandgeschichte
Peter Helmis, Joe Reinhart und Colin Mahony fanden in ihrer Highschool-Zeit zusammen und gründeten zusammen mit ihrem gemeinsamen Freund TJ DeBlois die Band Halfway to Holland. Die Besetzung bestand aus Helmis und Reinhart an den Gitarren, Mahony am Bass. Peter Helmis übernahm gleichzeitig auch den Gesang. Halfway to Holland unterschied sich von Algernon Cadwallader durch einen schwereren, treibenden Sound, mehr Hall auf den Gitarren und Akkorde, die den Rhythmus abrundeten, im Gegensatz zu den sauberen Math-Rock-Riffs, für die Algernon Cadwallader bekannt wurde. Helmis ging zu verschiedenen Solo- und Duo-Aktivitäten über, während Mahony und Reinhart mit Schulkameraden eine weitere Band, Like Lions, gründeten. Reinharts und Mahonys Zusammenarbeit mit Like Lions war aufgrund musikalischer Differenzen nur von kurzer Dauer, woraufhin sie sich mit Helmis und seinem Freund Nick Tazza zusammentaten und 2005 Algernon Cadwallader gründeten.
Mit der offiziellen Gründung änderte sich das Line-Up: Helmis blieb am Gesang, tauschte aber den Bass mit Mahony, der nun die Rhythmusgitarre spielte. Ein vier Songs umfassendes "Demo" wurde 2006 veröffentlicht, das einen stärkeren Einfluss des Math-Rock/Midwest-Emo-Genres aufwies als ihr vorheriges Projekt. Der lyrische Inhalt war jedoch eher fröhlich und besann sich auf persönliche Erfahrungen oder das tägliche Leben, als auf die dunkleren, düsteren Töne, für die das Emo-Genre bekannt war. Im Jahr 2008 veröffentlichten sie ihr erstes Album mit dem Titel Some Kind Of Cadwallader. Bis zu diesem Zeitpunkt fanden die Auftritte hauptsächlich in Kellern und bei Hauskonzerten in Philadelphia statt, mit kleinen Touren in benachbarten Städten. Tazza verließ die Band Anfang 2008 und wurde durch Matt "Tank" Bergman ersetzt. Mahony verließ die Band später im Jahr 2008 und Algernon Cadwallader wurde zu einem Trio, ohne Mahony zu ersetzen.
Die Band tourte durch ganz Amerika und machte eine Europatournee. Im Jahr 2009 veröffentlichten sie die EP Fun über Protagonist Music, gefolgt von ihrem zweiten Album im Jahr 2011 mit dem Titel Parrot Flies. Im Jahr 2012 beendeten die Bandmitglieder ihre Zusammenarbeit und gingen jeweils anderen Projekten nach.
Wiedervereinigung (2022-heute)
Am 1. Juni 2022 kündigte die Band eine Reunion-Tournee durch Nordamerika an.
Nach dem Erfolg ihrer Nordamerikatournee kündigten Algernon Cadwallader zwei Silvestershows in Philadelphia an.
Im Jahr 2023 kündigte die Band, die nun aus den vier Gründungsmitgliedern Helmis, Reinhart, Mahony und Tazza bestand, mehrere Tourneen an. Am 19. Januar 2023 wurde eine Headliner-Japan-Tournee für April 2023 angekündigt, gefolgt von einer Europa/UK-Tournee im Juni 2023. Am 20. September kündigten sie eine Tournee durch den amerikanischen Südwesten für November 2023 an, bei der sie auch auf Festivals in Seattle und Philadelphia auftreten würden.

## Diskografie
Studioalben
- 2008: Some Kind of Cadwallader
- 2011: Parrot Flies

EPs
- 2006: Demo
- 2009: Fun

Splits, Kompilationen, Live-Alben
- 2010: Life on an Island Summer Compilation Vol. 2 (2010) - Look Down (feat. Hop Along)
- 2011: Cover Up
- 2011: Fuck Off All Nerds: A Benefit Compilation For Mitch Dubey
- 2011: Summer Singles
- 2011: What It Is
- 2018: Algernon Cadwallader
- 2023: Mad World